# August Becker (Schauspieler)
August Becker, Pseudonym Armiger (* 5. März 1834 in Köln; † 5. Februar 1877) war ein deutscher Theaterschauspieler, -regisseur, Dramaturg und Intendant.

## Leben
Sein Vater war Klavierfabrikant und wollte, dass sein Sohn Theologie studiere. Er bezog sich auch zu diesem Behufe auch die Universität Bonn, woselbst ihn jedoch das Theater mehr interessierte als die Alma Mater, und er Schauspieler zu werden beschloss. Sein erstes Engagement war Frankfurt am Main, sein zweites Oldenburg, das er auch nicht mehr verlassen sollte. Hier wirkte er von 1861 bis 1867 als Schauspieler im Fache der ersten Liebhaber und verstand es dermaßen sich die Gunst des Großherzogs zu erwerben, dass ihm im letzten Jahre sogar die Direktion des Hoftheaters übertragen wurde. Trotzdem vernachlässigte er nicht seinen schauspielerischen Beruf und teilte sich manche schwierige Charakterrolle zu. eine Tätigkeit als Regisseur, Dramaturg, Schauspieler und Direktor wurde in Oldenburg hoch anerkannt. Am 16. November 1873 sollte er als „Lucius“ zum letzten Mal die Bretter betreten, denn bald fesselte ihn eine schwere Krankheit ans Zimmer, der er auch am 5. Februar 1877 zum größten Leidwesen seiner Freunde und Verehrer erlag.